# Astragalus austrokhorasanicus
Astragalus austrokhorasanicus är en ärtväxtart som beskrevs av Dieter Podlech. Astragalus austrokhorasanicus ingår i släktet vedlar, och familjen ärtväxter. Inga underarter finns listade i Catalogue of Life.